# Pakisrejo (Srengat)
Pakisrejo is een bestuurslaag in het regentschap Blitar van de provincie Oost-Java, Indonesië. Pakisrejo telt 3088 inwoners (volkstelling 2010).